# Балаж, Габор
Га́бор Ба́лаж (венг. Gábor Balázs; 18 октября 1983, Будапешт) — венгерский гребец-каноист, выступал за сборную Венгрии в середине 2000-х годов. Бронзовый призёр чемпионата мира, серебряный и бронзовый призёр чемпионатов Европы, победитель многих регат национального и международного значения.

## Биография
Габор Балаж родился 18 октября 1983 года в Будапеште.
Первого серьёзного успеха на взрослом международном уровне добился в 2006 году, когда попал в основной состав венгерской национальной сборной и побывал на европейском первенстве в чешском Рачице, откуда привёз награду бронзового достоинства, выигранную в зачёте четырёхместных каноэ на дистанции 1000 метров — совместно с такими гребцами как Роберт Мике, Матиаш Шафран и Мартон Метка.
Год спустя Балаж выступил на чемпионате Европы в испанской Понтеведре, где стал серебряным призёром в четвёрках на тысяче метрах, проиграв только экипажу из Белоруссии. Кроме того, в этом сезоне добавил в послужной список бронзовую медаль, полученную в километровой дисциплине четвёрок на чемпионате мира в Дуйсбурге. Вскоре по окончании этих соревнований принял решение завершить карьеру профессионального спортсмена, уступив место в сборной молодым венгерским гребцам.
Ныне работает детским тренером в Центральной спортивной школе Венгрии.